# بارچینو (لهستان)
بارچینو (به لهستانی:  Barcino) یک روستا در لهستان است که در گمینا کنپیتسه واقع شده‌است. بارچینو ۵۷۷ نفر جمعیت دارد.